# Organo della chiesa di San Pietro a Trapani
L'organo monumentale della chiesa di San Pietro a Trapani, è un organo a canne realizzato tra il 1836 e il 1847 dall'organaro palermitano Francesco La Grassa.
Posto all'interno dell'antica chiesa di San Pietro, arriva a riprodurre gli effetti sonori di quasi tutti gli strumenti musicali, ritenendo sia in grado di riprodurre anche la voce umana , è definito il secondo organo più imponente al mondo e unico nel suo genere.

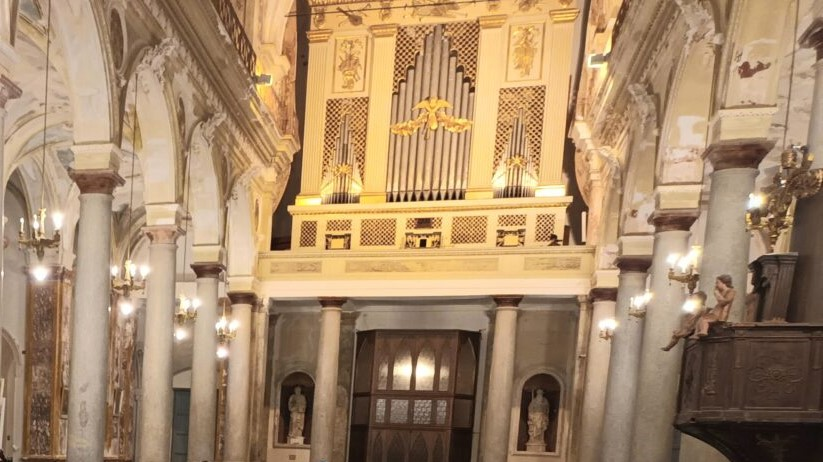
La facciata dell'organo monumentale

## Descrizione
Composto da tre organi e sette tastiere su tre consolles, per complessivi ottanta registri che azionano 5 000 canne, di varia altezza e spezzatura non tradizionale, riproduce il suono degli ottoni, dei piatti, delle trombe, dei corni, dell'oboe, dei sax e fagotti, dei violini e violoncelli, dei clarini, dei tamburi, del piffero e della cornamusa
Alto 6 metri, è posto dentro una cassa dorata intagliata in legno, sopra la cantoria dell'ingresso principale, e funziona secondo un meccanismo di leve multiple che uniscono le sette tastiere sotto il comando di quella dell'organo centrale. I diversi somieri possono trovarsi anche a venti metri di distanza tra loro e l'unico collegamento con le valvole è questo meccanismo. Può essere manovrato contemporaneamente da tre organisti.

## Storia
L'organo è stato costruito tra il 1836 e il 1847 dal palermitano Francesco La Grassa (come attesta una targa manoscritta collocata all'interno dello strumento: "Dalla fabbrica di Francesco la Grassa fece l’anno 1836"), su commissione degli arcipreti Salvatore e Vito Mauro.
Fu danneggiato durante la seconda guerra mondiale a causa dei bombardamenti che colpirono Trapani.
Nel 1985 cominciano i lavori di restauro  affidati alla ditta dei Tamburini di Crema, ma l'organo non viene restaurato interamente e viene rimontato non ultimato. Nel 1997 la restaurazione dell'organo viene presa di nuovo in carico e affidata nel 1999 alla Ditta Inzoli Cavalier Pacifico dei Fratelli Bonizzi di Ombriano. L'allora Ispettore onorario del Ministero per i Beni Culturali ed Ambientali per gli Organi Antichi e colladautore del restauro, Luigi Celeghin, in una perizia aveva previsto che l'organo avrebbe dovuto essere smontato per poter studiare il problema e successivamente restaurato (intonazione ed accordatura) seguendo un progetto che avrebbe previsto anche la costruzione di un grande organo a tre manuali, a trasmissione meccanica integrale (tasti e registri) inglobante la fonica superstite del precedente organo. 
Nel febbraio 2003 terminano i lavori di restaurazione e l'organo dopo 60 anni di inattività torna ad essere suonato, inaugurato da Luigi Celeghin (il collaudatore), Rudolf Kelber e l'ungherese Janos Sebestyen, alla presenza dell' presidente della Repubblica Carlo Azeglio Ciampi .

## Caratteristiche
Lo strumento contiene tre organi la cui facciata è composta da 53 canne ripartite in 67 file (in ottone o zinco miste a legno di castagno o di abete rivestito di banda stagnata) insufflate da otto mantici e collegate a sette tastiere. L’organo distribuisce le 53 canne della facciata e le corrispettive 67 file in tre consolle con relative pedaliere (due tastiere a sinistra, tre al centro e due a destra) oltre a distribuire i 67 comandi dei registri (legati alla consolle centrale) ed altri comandi meccanici ed accessori (zampogne, tamburi, raganella, campanelli, grancassa, piatti, tremolo, tiraripieno…).
Le canne dell’organo centrale sono suddivise in tre campate disposte rispettivamente da 21, 11 e 21 canne in tre cuspidi con le bocche allineate e il labbro superiore a mitria, alla base delle quali ci sono tre tastiere a grandinata ognuna da 70 tasti e 27 pedali.
Generalmente i tasti diatonici delle tastiere sono in osso, tranne quelli della seconda tastiera della consolle centrale che sono in ebano. I tasti cromatici della prima e della terza tastiera della consolle centrale sono in ebano intarsiato con madreperla, mentre quelli della seconda tastiera sono in osso intarsiato con ebano; i tasti cromatici delle tastiere delle consolle laterali sono in ebano intarsiato con osso. Tutte le tastiere presentano 61 note e i tasti vanno dai 70 con 27 pedali di quelle centrali, a 54 tasti e 12 pedali nelle tastiere laterali.
I somelieri sono con i registri a trio, la pedaliera di 12 note, la manticeria a ventaglio.
I registri (trombe, bombarde, zampone regali, etc., costruiti secondo il principio dell’ancia libera sono incollonati ai lati della consolle centrale mediante pomelli a tiro in ottone, (le due consolles laterali non sono rilevanti per il funzionamento dei registri e degli accessori) e i suoi cartellini per il riconoscimento dei nomi sono stati scritti a mano con china e pergamena.